# Vienna Insurance Group
Vienna Insurance Group (VIG) este una din companiile principale de asigurări din Europa Centrală și de Est și are sediul la Viena, Austria. Bazele companiei au fost puse în 1824, când a fost înființată "Wechselseitige k. u. k. priv. Brandschadenversicherungsanstalt" de către Georg Ritter von Höglmüller.
În 1919, numele companiei a fost schimbat în "Gemeinde Wien-Städtische Versicherungsanstalt", forma prescurtată folosită fiind "Wiener Städtische".
Din anul 2006, compania folosește brandul Vienna Insurance Group.

## Vienna Insurance Group în România
În anul 2001, compania a intrat pe piața românească prin achiziția a 51% de acțiuni la Unita.
În Mai 2008, VIG deținea 99,9% din acțiunile Asirom, 97,78% din acțiunile Omniasig, și 99,99% din acțiunile Unita. Indirect mai deținea și Omniasig Asigurări de Viață și Agras.
Vienna Insurance Group a preluat, în luna martie 2008, afacerile de asigurări ale băncii Erste Bank, inclusiv cele de pe piața românească. Astfel, VIG a preluat participațiile majoritare în cadrul BCR Asigurări de Viață și BCR Asigurări de la Banca Comercială Română (BCR), subsidiara românească a Erste Bank.
În anul 2008, VIG a vândut 55% din participația deținută la Unita companiei austriece Uniqa.
VIG deține în România și compania de brokeraj Vienna Investment Trust, care a avut un profit de 0,4 milioane euro în anul 2007.